# Líbano en los Juegos Olímpicos de Sídney 2000
Líbano estuvo representado en los Juegos Olímpicos de Sídney 2000 por seis deportistas, cuatro hombres y dos mujeres, que compitieron en cuatro deportes.
El portador de la bandera en la ceremonia de apertura fue el atleta Jean-Claude Rabbath. El equipo olímpico libanés no obtuvo ninguna medalla en estos Juegos.